# Nana 2
Série
Nana
(2005)
Pour plus de détails, voir Fiche technique et Distribution.
Nana 2 est un film japonais réalisé par Kentarō Ōtani, sorti en 2006, suite du premier opus Nana (2005). Il est adapté du manga Nana  d'Ai Yazawa.

## Sypnosis
Les deux jeunes filles commencent à prendre un chemin opposé l'une à l'autre. Nana Kotmasu est partagée entre Takumi et Nobuō sans savoir quelle décision prendre. Nana Osaki quant à elle est plus déterminée que jamais à mener son groupe à la gloire quitte à sacrifier sa relation avec Ren.

## Fiche technique
- Titre : Nana 2
- Réalisation :Kentarō Ōtani
- Scénario : Kentarō Ōtani et Taeko Asano, d’après le manga d’Ai Yazawa
- Pays d’origine : Japon
- Langue : Japonais
- Durée : 115 min
- Date de sortie : 2006

## Distribution
- Mika Nakashima : Nana Ōsaki
- Yui Ichikawa : Nana Komatsu
- Narimiya Hiroki : Nobuō Terashima
- Kanata Hongo : Shin
- Yuna Ito : Reira Serizawa
- Momosuke Mizutani : Naoki
- Anna Nose : Junko
- Takehisa Takayama : Kyōsuke
- Tomoki Maruyama : Yasu
- Tetsuji Tamayama : Takumi Ichinose
- Kyou Nobuo : Ren Honjō